# Хайнрих VI (пфалцграф на Рейн)
Вижте пояснителната страница за други личности с името Хайнрих VI.
Хайнрих VI Младши (на немски: Heinrich (VI) II der Jüngere von Braunschweig, * 1197, † 16 или 26 април 1214) от род Велфи е от 1212 до 1214 г. пфалцграф при Рейн.
Той е единствен син на пфалцграф Хайнрих V Старши (1174–1227) и Агнес фон Хоенщауфен (1176–1204) от род Хоенщауфен, дъщеря, наследничка на пфалцграф Конрад Хоенщауфен († 1195), племенница на император Фридрих Барбароса.
Възпитаван е в двора на крал Джон Безземни в Англия и 1211/1212 г. се връща в Германия. Баща му през 1212 г. се отказва от Пфалц-Рейн в негова полза. През ноември 1212 г. участва в дворцовото събрание на чичо му император Ото IV в Аахен. Там вероятно се сгодява за Матилда от Брабант. Малко след това той е против Ото IV и става привърженик на Фридрих II Хоенщауфен.
През 1212 г. той се жени за Матилда от Брабант (* 1200, † 1267), дъщеря на Хайнрих I Смели, херцог на Брабант, и първата му съпруга Матилда Булонска. Малко след това той е против Ото IV и става привърженик на Фридрих II Хоенщауфен.
През 1214 г. Хайнрих VI умира на 17 години без деца. Погребан е в манастир Шьонау при Хайделберг. Пфалцграф става херцог Лудвиг I от Бавария.